# Бета-бунгаротоксин
β-Бунгаротоксин — опасный нейротоксин, который вырабатывается в организме змей Bungarus multicinctus, распространённых в Южной Азии и содержится в их яде. Поражает нервно-мышечные синапсы.
Характерной особенностью β-бунгаротоксина является наличие фосфолипазной активности. Данный токсин является ковалентным комплексом двух субъединиц с молекулярной массой (в а.е.м.) приблизительно равной 20500: ≈ 13500 (120 аминокислотных остатков) + ≈ 7000 (60 аминокислотных остатков). β-Бунгаротоксин меняет характер освобождения нейромедиатора из окончаний двигательных нервов: ингибирует накопление ионов кальция в субклеточных фракциях мозга.